# Na Antresoli
Na Antresoli – kawiarnia artystów filmowych i kabaret literacki w Warszawie czynne w okresie 19 czerwca 1940−1944, w latach okupacji niemieckiej podczas II wojny światowej. 

## Charakterystyka
W kabarecie przedstawiano skecze, recytacje i piosenki. Występy odbywały się zazwyczaj bez dużej szaty dekoracyjnej. W 1944 roku Kawiarnia Artystów Filmowych ogłaszała się jako kawiarnia Muzabella.
Kawiarnia w okupowanej Warszawie znajdująca się przy ul. Złotej 7/9, w gmachu Kina Palladium mającym sześć pięter. Na górnych piętrach mieściły się mieszkania, na dole zaś – sala kinowa, teatrzyk, lokale użytkowe (m.in. Bar na Antresoli). Scenka była podobna do Małego Qui Pro Quo.
19 czerwca 1940 otworzono sezon nowego kabaretu literackiego, atrakcją programu w rewii otwarcia byli Adolf Dymsza i Helena Grossówna. W programie pianistą był Jerzy Lawina-Świętochowski. Występował Dymsza, Franciszek Brodniewicz, Grossówna, Jerzy Pichelski, Lidia Wysocka, Irena Malkiewicz, Koszutski. Dekoracje wykonał młody artysta malarz Herman. Program składał się z 10 numerów, a na koniec artyści obdarowali publiczność rzodkiewkami. Przez kilka dni program nie miał nazwy, a następnie nazywał się I my też gramy. 15 lipca 1940 zagrano nową rewię A my dalej z Dymszą. Recenzent podkreślał, że wszystkie teksty są pióra znanych literatów, z p. Światopełkiem Karpińskim na czele.
14 sierpnia 1940 Kabaret otrzymał propozycję wyjazdu do Krakowa na występy do domu katolickiego Świt. 23 sierpnia 1940 odbyła się premiera programu Czem chata bogata.
28-29 września zaczęto grać Przegląd Przebojów z poprzednich programów.
19-20 października 1940 rozpoczęto grać program Raz bez Dodka.
W styczniu 1941 roku wystawiano rewię A zima nas się nie ima, występowała w nim okazyjnie Ewa Bandrowska-Turska i Siostry Burskie.
W grudniu 1941 wystawiano rewię świąteczną Jeszcze lepsza, w której grał Brodniewicz, Stanisław Grolicki, Pichelski, Irena Malkiewiczówna, J. Kozłowski, Lidia Wysocka, Zbigniew Sawan. Teksty pisała Wolińska, muzykę Bukowski.
W czerwcu 1943 przedstawiano program Śmiejmy się. Kamińska w piosence Gozdawy parodiowała tance. Występowali Zofia Sykulska, Grolicki, Malkiewicz, Brodniewicz, Pichelski. Teksty pisała Wolińska. W pierwszych latach okupacji niemieckiej (1940–1941) pracował tam m.in. Zbigniew Sawan jako aktor i reżyser.
W 1943 roku lokal zmienił nazwę na Muzabella.
W 1944 roku zamieszczono ogłoszenie, że asy filmu polskiego Grossówna, Malkiewicz, Wysocka, Brodniewicz, Grolicki, Pichelski z kabaretu artystycznego Na Antresoli wystąpią jedyny raz na poranku
w programie skeczów, piosenki i tańca w teatrze Wielka Rewia w Melodii (Rymarska 12) w dniu 10 kwietnia (drugi dzień świąt), zapowiadał Witold Zdzitowiecki.